# 鈴蘭台西口站
鈴蘭台西口站（日语：／ Suzurandai-Nishiguchi eki */?）是一個位於日本兵庫縣神戶市北區鈴蘭台南町三丁目，屬於神戶電鐵的鐵路車站。車站編號為KB41。

## 車站構造
側式月台1面1線的地面車站。

## 相鄰車站
神戶電鐵
 粟生線
■急行、■準急、■普通
鈴蘭台（KB06）－鈴蘭台西口（KB41）－西鈴蘭台（KB42）
※與粟生方向的鄰站「西鈴蘭台站」相距只有0.5公里，是粟生線站距最短的。

## 外部連結
- 鈴蘭台西口 - 神戶電鐵